# Lanz (Brandeburgo)
Lanz è un comune del Brandeburgo, in Germania.
Appartiene al circondario (Landkreis) del Prignitz (targa PR) ed è parte della comunità amministrativa (Amt) Lenzen-Elbtalaue. Il territorio comunale è bagnato dal fiume Löcknitz, affluente dell'Elba.

## Società

### Evoluzione demografica
| Anno | Abitanti |
| ---- | -------- |
| 1875 | 1 712    |
| 1890 | 1 482    |
| 1910 | 1 378    |
| 1925 | 1 388    |
| 1933 | 1 416    |
| 1939 | 1 343    |
| 1946 | 1 932    |
| 1950 | 1 884    |
| 1964 | 1 336    |
| 1971 | 1 308    |

| Anno | Abitanti |
| ---- | -------- |
| 1981 | 1 069    |
| 1985 | 1 049    |
| 1989 | 1 054    |
| 1990 | 1 035    |
| 1991 | 1 002    |
| 1992 | 993      |
| 1993 | 988      |
| 1994 | 972      |
| 1995 | 978      |
| 1996 | 962      |

| Anno | Abitanti |
| ---- | -------- |
| 1997 | 950      |
| 1998 | 951      |
| 1999 | 932      |
| 2000 | 923      |
| 2001 | 914      |
| 2002 | 897      |
| 2003 | 900      |
| 2004 | 905      |
| 2005 | 896      |
| 2006 | 864      |

| Anno | Abitanti |
| ---- | -------- |
| 2007 | 855      |
| 2008 | 852      |
| 2009 | 840      |
| 2010 | 825      |
| 2011 | 804      |
| 2012 | 780      |
| 2013 | 764      |

## Geografia antropica

### Suddivisioni amministrative
Il territorio comunale comprende 8 centri abitati, nessuno dei quali possiede lo status di frazione:
- Lanz (centro abitato)
- Babekuhl
- Bernheide
- Ferbitz
- Gadow
- Jagel
- Lütkenwisch
- Wustrow